# Bärnerbär
Der Bärnerbär (bis Mai 2017 Bernerbär) ist ein Gratis-Anzeiger für die Stadt und Region Bern, herausgegeben von der Berner Medienhaus AG. Er erschien von 1983 bis Ende Juni 2010 normalerweise zweimal wöchentlich – gleich wie das amtliche Berner Publikationsorgan Anzeiger Region Bern, aber jeweils einen Tag früher: am Dienstag und am Donnerstag. Seit dem 29. Juni 2010 erscheint er nur noch wöchentlich, mit dem Untertitel Berns Wochenzeitung, erst dienstags, seit dem 5. Juni 2024 mittwochs.

## Inhalt und Auflage
Sein redaktioneller Inhalt beschränkt sich im Wesentlichen auf lokalen Boulevardjournalismus mit zahlreichen Bildberichten von Veranstaltungen, Porträts und Interviews sowie auf einen ausführlichen Veranstaltungsteil. Herzstück ist die Flüstertüte, mit «Fakten aus der Gerüchteküche». Neben Print stehen auf der Website auch die aktuelle Ausgabe als E-Paper zur Verfügung sowie ein Archiv von vergangenen Ausgaben.
Der Bärnerbär hat nach eigener Aussage eine Auflage von 95'918 Exemplaren und 95'000 Online-Aufrufe. Bei der letzten WEMF-Beglaubigung 2019 betrug die Auflage 91'078 Exemplare.

## Chefredaktoren und Mitarbeitende
Von November 1999 bis Februar 2012 leitete Matthias Mast die Redaktion. Fast in jeder Ausgabe kommentierte er die bernische wie die schweizerische Politik und die Classe politique aus seiner persönlichen Optik.
Zwischen 2011 und Anfang 2016 war Jean-Claude Galli Chefredaktor, danach Markus Ehinger. Ab November 2017 leitete Yves Schott die Redaktion, zurzeit (Juni 2025) wird er als freier Mitarbeiter geführt. Publizistischer Leiter war Dominik Rothenbühler.
Für mehrseitige Interviews und Reportagen konnten einst immer wieder freie Mitarbeitende – früher beispielsweise Barbara und Markus Traber – verpflichtet werden. Die Rubrik Polosophie brachte jeweils eine neue Spruchweisheit von «Poloet» Polo Hofer, der diese Sprüche in drei Bänden veröffentlicht hat. Während Jahren erschien wöchentlich ein Cartoon von Ted Scapa.

## Geschichte
Ab Januar 2017 gehörte der Bärnerbär der IMS Medien AG, zuvor gehörte sie zur Espace Media Groupe. Im Juni 2017 wurde die Zeitung von Bernerbär in Bärnerbär umbenannt und dessen Layout geändert. 2023 wurde die IMS Medien AG mit der IMS Sport AG fusioniert, welche wiederum von der IMS Marketing AG übernommen wurde. Im September 2023 wurde bekannt, dass der Verleger/Herausgeber und Verwaltungsratspräsident der IMS Marketing AG, Erwin Gross, Investoren sucht, da er sich altersbedingt aus dem Unternehmen zurückziehen möchte. Die IMS Marketing AG ist auch für die Vermarktung des SC Bern zuständig. Seit Anfang 2024 wird der Bärnerbär von der Berner Medienhaus AG herausgegeben. Per 1. Juni 2025 wurde die Nau media AG Hauptaktionärin der Berner Medienhaus AG.